# Усулутан (департамент)
Усулутан (на испански: Usulután) е един от 14-те департамента на централноамериканската държава Салвадор. Намира се в югоизточната част на страната. Площта му е 2130 квадратни километра, а населението – 386 322 души (по изчисления за юни 2020 г.).

## Общини
Департаментът се състои от 23 общини, някои от тях са:
1. Ел Триунфо
2. Сан Буенавентура
3. Санта Елена
4. Санта Мария
5. Текапан
6. Усулутан